# Dacorum
Dacorum – dystrykt w hrabstwie Hertfordshire w Anglii.

## Miasta
- Hemel Hempstead
- Tring
- Berkhamsted

## Inne miejscowości
Aldbury, Bovingdon, Chaulden, Chipperfield, Felden, Fields End, Flamstead, Flaunden, Frithsden, Great Gaddesden, Kings Langley, Leverstock Green, Little Gaddesden, Long Marston, Nash Mills, Nettleden, Puttenham, Wigginton, Wilstone.

## Dzielnice miasta Hemel Hempstead
Adeyfield, Bennets End, Bourne End, Boxmoor, Highfield, Piccotts End, Warner's End, Woodhall Farm